# Franz Pöchhacker
Franz Pöchhacker (* 1962 in Rosenau, Niederösterreich) ist ein österreichischer Dolmetscher und Außerordentlicher Universitätsprofessor für Dolmetschwissenschaft am Zentrum für Translationswissenschaft der Universität Wien.

## Leben
Pöchhacker studierte von 1982 bis 1987 Konferenzdolmetschen an der Universität Wien und von 1987 bis 1988 am Monterey Institute of International Studies, wo er auch seine Unterrichtstätigkeit begann. Er arbeitet seit 1988 freiberuflich als Konferenzdolmetscher und seit 1994 als Mediendolmetscher. Nach der Promotion 1993 zum Thema Simultandolmetschen beschäftigte Pöchhacker sich mit weiteren Fragen der Dolmetschwissenschaft, vor allem im Bereich des Community Interpreting. Im Rahmen seiner wissenschaftlichen Tätigkeit veröffentlichte Pöchhacker mehrere Monografien und zahlreiche Aufsätze zu verschiedenen Aspekten der Dolmetschwissenschaft.

## Publikationen (Auswahl)
- Simultandolmetschen als komplexes Handeln. Gunter Narr, Tübingen 1994. ISBN 3-8233-4079-4.
- Mit Mary Snell-Hornby und Klaus Kaindl: Translation Studies: An Interdiscipline: Selected papers from the Translation Studies Congress, Vienna, 1992. John Benjamins, Amsterdam 1994. ISBN 978-1-55619-478-8.
- Mit Miriam Shlesinger: The Interpreting Studies Reader. Routledge, London 2002. ISBN 978-0-415-22478-9.
- Introducing Interpreting Studies. Routledge, London 2004. ISBN 978-0-415-26887-5.
- Dolmetschen. Konzeptuelle Grundlagen und deskriptive Untersuchungen. Stauffenburg, Tübingen 2000. ISBN 978-3-86057-246-7.
- Mit Miriam Shlesinger: Healthcare Interpreting: Discourse and Interaction. John Benjamins, Amsterdam 2007. ISBN 978-90-272-2239-8.
- Mit Miriam Shlesinger: Doing Justice to Court Interpreting. John Benjamins, Amsterdam 2010. ISBN 978-90-272-2256-5.